# Ломоносов (марсианский кратер)
Ломоносов — ударный кратер среднего размера на Марсе. Диаметр оценивается в 150 км. Расположен в северных равнинах. Из-за относительно большого размера и близости к линии раздела, он одновременно изображается на картах двух марсианских квадрантов: Mare Acidalium quadrangle и Mare Boreum quadrangle. 
Кратер назван в 1973 году в честь российского учёного Михаила Ломоносова.
Зимой кратер покрывается инеем.